# Висячие сады Семирамиды

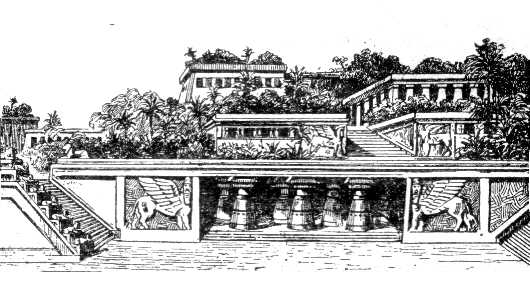
Висячие сады Семирамиды. Реконструкция начала XX века

Вися́чие сады́ Семирами́ды — одно из Семи чудес античного мира, которое представляло собой инженерное сооружение в Вавилоне с каскадом многоуровневых садов, где росли многочисленные виды деревьев, кустарников и виноградных лоз, производившее впечатление большой зелёной горы.
Единственное из Семи чудес, местонахождение которого окончательно не установлено и, более того, подвергается сомнению сам факт его существования, поскольку не сохранилось никаких вавилонских текстов, в которых упоминаются эти сады, описания садов имеются лишь у поздних древнегреческих и римских авторов, а археологические раскопки в районе предполагаемого местонахождения садов также не дали результатов.

## Название
Греческое название сооружения — Κρεμαστοί κῆποι τῆς Βαβυλῶνος — происходит от слова κρεμαστός (буквально — «нависающий»), которое имеет более широкое значение, чем современное слово «висячий», и относится к деревьям, посаженным на возвышении, например на террасе.
Согласно одной из легенд, Висячие сады были построены вавилонским царём Навуходоносором II (правил в 605—562 гг. до н. э.) для своей жены — мидийской царевны Амитис. Другая же легенда приписывает сооружение садов легендарной царице Семирамиде, которая предположительно правила Вавилоном в IX веке до н. э., за два с лишним века до Навуходоносора. Вторая легенда получила большее распространение, и соответствующее название закрепилось в литературе, в том числе русскоязычной.

## Вопрос о существовании садов
Вопрос о том, существовали ли эти сады в действительности, продолжает оставаться дискуссионным в ассириологии. В настоящее время существуют три основных теории об историчности/мифологичности Висячих садов.
Согласно первой теории, сады как реальный объект в действительности не существовали, а их описания у древнегреческих и римских авторов (таких как Страбон, Диодор Сицилийский, Квинт Курций Руф) представляют собой лишь некий романтический идеал восточного сада.
Вторая теория придерживается точки зрения, что эти сады действительно существовали в Вавилоне, но были полностью уничтожены примерно в I веке до нашей эры. Согласно одной из легенд, Висячие сады были построены рядом с дворцом, известным как «Чудо человечества», вавилонским царём Навуходоносором II (правил в 605—562 годы до н. э.) для своей жены — царицы Амитис, дочери мидийского царя Киаксара, которая скучала по горам своей родины. Эта легенда содержится в сочинении вавилонского астролога Бероса, датируемом примерно 290 годом до н. э., на это сочинение впоследствии ссылался римский историк Иосиф Флавий. Против этой теории возражает ряд современных ассириологов, в частности И. Финкель, который отмечает, что, несмотря на распространённые обычаи «политических» браков, нет документального подтверждения существования жены Навуходоносора по имени Амитис. Другой британский ассириолог, Стефани Дэлли, отмечает, что в многочисленных письменных источниках о правлении Навуходоносора не содержится упоминаний ни о каких садах. Немецкий ассириолог Р. Роллингер предположил, что Берос приписал сооружение Висячих садов Навуходоносору по политическим причинам, а легенду заимствовал из других источников. Геродот, который описывает Вавилон в своей «Истории» (приблизительно 440 год до н. э.), также не упоминает в своём сочинении Висячие сады. Д. Рид, в свою очередь, отстаивает точку зрения, что Висячие сады существовали в то время, когда их описывали более поздние авторы, и некоторые из этих свидетельств принадлежат людям, непосредственно посещавшим Вавилон.
Археологические раскопки в Вавилоне (близ города Эль-Хилла, мухафаза Бабиль, Ирак) до настоящего времени не дали каких-либо свидетельств в пользу существования Висячих садов. Ряд ассириологов допускает, что артефакты, свидетельствующие о существовании Висячих садов, существуют, но находятся в местностях к западу от реки Евфрат, где вести археологические раскопки небезопасно. Во времена Навуходоносора II река текла восточнее своего нынешнего русла, и мало что известно о западной части Вавилона.
Третья теория утверждает, что под Висячими садами имеется в виду реальный сад, который ассирийский царь Синаххериб (704—681 годы до н. э.) построил в своей столице Ниневии на реке Тигр, недалеко от современного города Мосул.

## Описания у древнегреческих и римских авторов

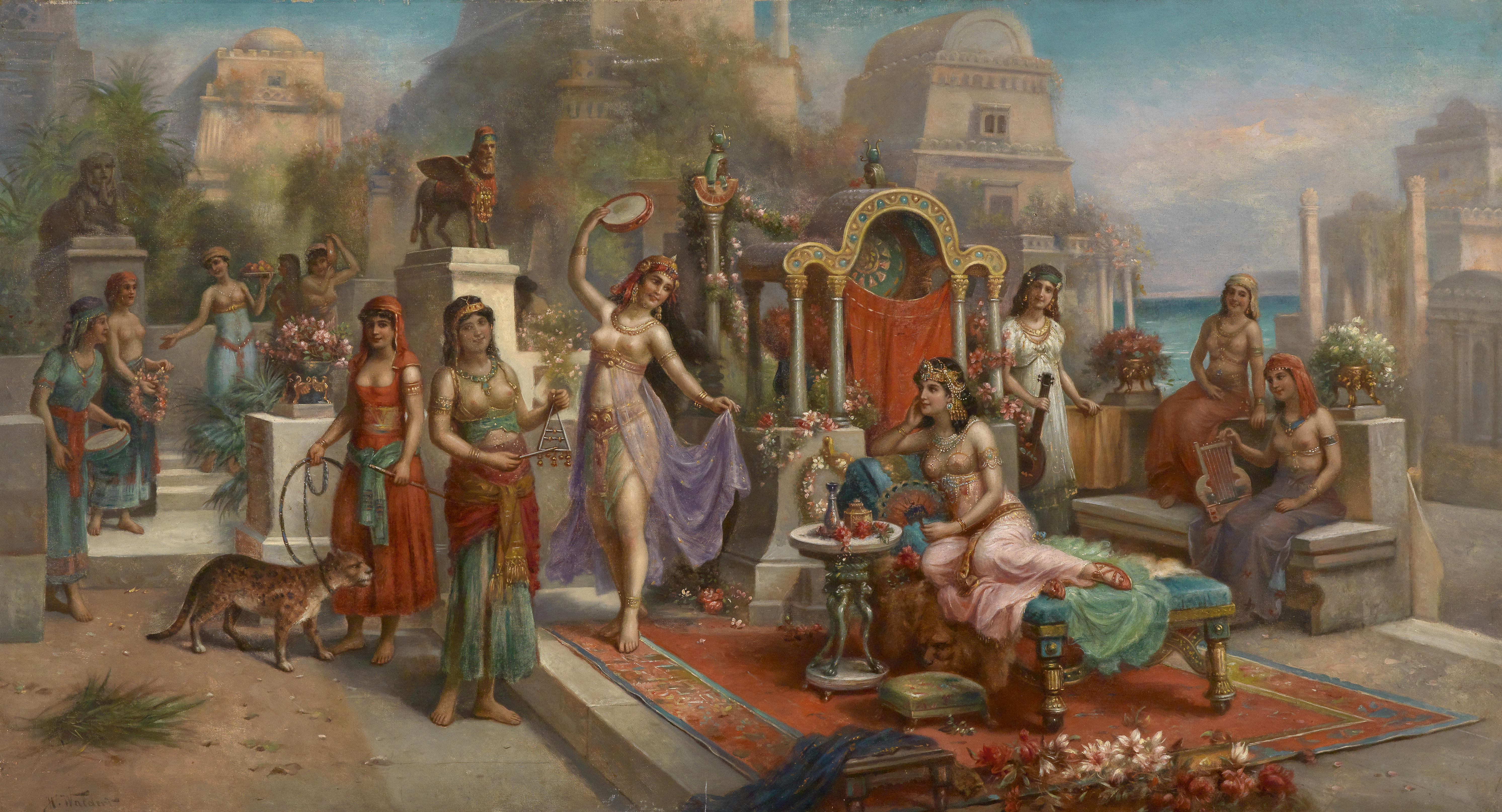
Висячие сады Семирамиды, картина австрийского художника Х. Вальдека, ок. 1900.

Описания Висячих садов имеются у пяти античных авторов.
Иосиф Флавий (ок. 37-100 годы н. э.) приводит описание садов, составленное вавилонским астрологом Беросом и датируемое примерно 290 годом до н. э., которое является самым ранним из известных упоминаний о садах. Сочинение Бероса описывает правление Навуходоносора II и является единственным источником, приписывающим сооружение Висячих садов этому правителю:

В этом дворце он возвёл очень высокие стены, поддерживаемые каменными колоннами; и посадил то, что называлось свисающим раем, и пополнил его всевозможными деревьями, он придал виду точное сходство с горной страной. Это он сделал, чтобы порадовать свою царицу, потому что она воспитывалась в Мидии и любила горные виды.— 
Диодор Сицилийский (ок. 60-30 годы до н. э.), по-видимому, ознакомился с текстами как Клитарха (историка Александра Великого, жил в IV веке до н. э.), так и Ктесия Книдского (вторая половина V — начало IV века до н. э.). Диодор приписывает сооружение Висячих садов сирийскому царю и упоминает, что сады имели форму квадрата со стороной приблизительно в четыре плетра (122,60 метров) и были многоярусными, высотой 50 локтей (примерно 22,25 метра). Стены сооружения толщиной 22 фута (6,7 метров) были сделаны из кирпича, а глубина каждого яруса была достаточной, чтобы обеспечить рост корней для самых больших деревьев. Орошение садов осуществлялось из протекавшей рядом реки Евфрат.
Квинт Курций Руф (приблизительно I век н. э.), вероятно, опирался на те же источники, что и Диодор. Согласно описанию Руфа, сады располагались на вершине цитадели, окружность которой составляла 20 стадий (примерно 3,8 км). Руф также приписывает строительство садов сирийскому царю, а в качестве причины для их возведения указывает, как и Берос, тоску жены монарха по своей родине.
Страбон (ок. 64 года до н. э. — 21 год н. э.), вероятно, основывал своё описание на утраченном труде Онесикрита (IV век до н. э.). Страбон утверждает, что Висячие сады поливали при помощи винта Архимеда, проведённого от реки Евфрат.
Последним из античных источников, описывающих Висячие сады, является «Справочник по семи чудесам света», составленный Филоном Византийским (жил в IV—V веках нашей эры; не путать с Филоном Старшим, который жил около 280—220 годах до н. э.); по некоторым оценкам, его «Справочник…» является источником, независимым от других трудов античных авторов. Филон описывает орошение Висячих садов с помощью винта Архимеда, аналогично описанию Страбона, и высоко оценивает инженерное искусство вавилонян.

## Висячие сады в Ниневии

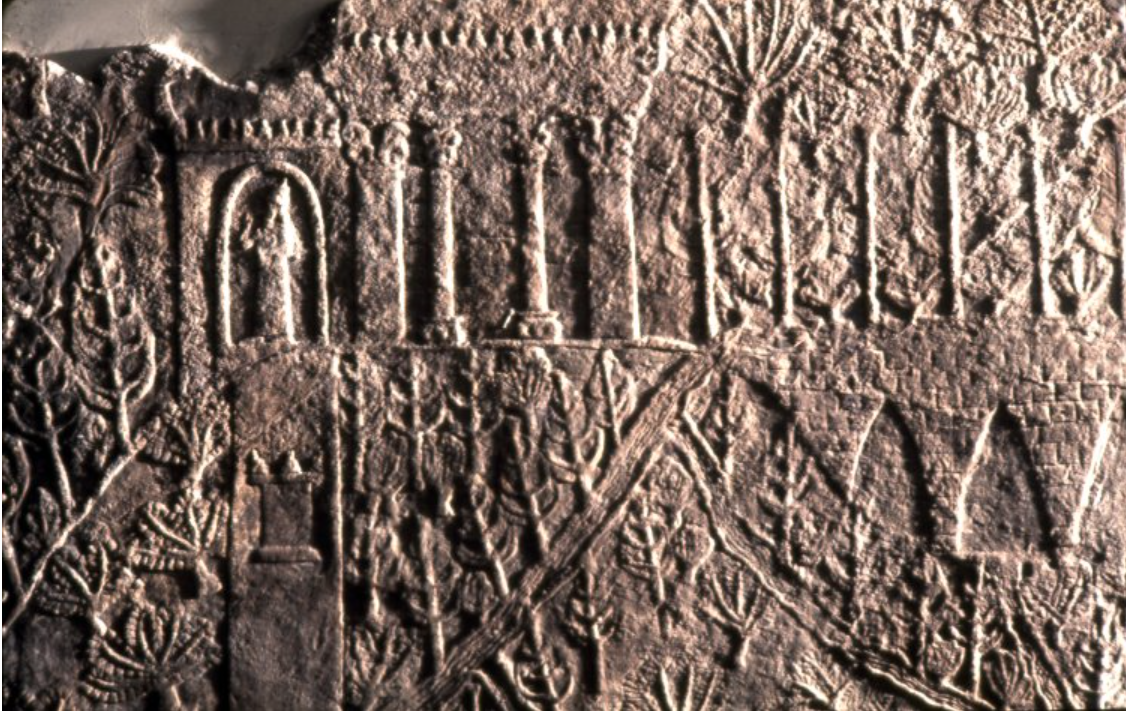
Ассирийский барельеф с изображением сада в Ниневии (Мосул, Ирак)

Отдельного рассмотрения требует теория, согласно которой Висячие сады Вавилона были в действительности построены ассирийским царем Синаххерибом (правил в 704—681 годах до н. э.) для своего дворца в Ниневии (близ современного города Мосул, Ирак). Стефани Дэлли утверждает, что в течение прошедших веков эти два места были перепутаны и сады во дворце Синаххериба были приписаны Вавилону Навуходоносора II. В пользу этой теории говорят археологические раскопки на территории Ниневии, в ходе которых были обнаружены следы обширной системы акведуков, с надписями, упоминающими Синаххериба; по мнению Дэлли, найденные руины представляют собой часть 80-километровой системы каналов, плотин и акведуков, использовавшихся для доставки воды в Ниневию с помощью водоподъёмных винтов, которые закачивали воду на верхние уровни садов. Кроме того, Дэлли находит подтверждение своей теории в анализе аккадских надписей того времени, приводя следующие аргументы:
- Название «Вавилон», что означает «Врата богов»[30], использовалось в отношении нескольких городов Месопотамии[31]. Синаххериб переименовал городские ворота Ниневии в честь богов[32], что свидетельствует о его желании, чтобы и его город считался «Вавилоном»;
- Только Иосиф Флавий называет Навуходоносора царём, который построил сады; хотя о правлении Навуходоносора осталось много источников, ни один из них не упоминает о сооружении садов[33]. Диодор Сицилийский и Квинт Курций Руф приписывают сооружение Висячих садов сирийскому царю, а Синаххериб оставил описания гидротехнических сооружений[34], и тому есть археологические подтверждения[35]. Внук Синаххериба Ашшурбанапал изобразил сад на барельефе в своём дворце[36];
- Синаххериб назвал свой новый дворец и сад «чудом для всех народов», он описывает изготовление и работу винтов для поднятия воды в своих садах[37];
- Описания античных авторов соответствуют другим источникам, написанным современниками событий. Так, Александр Македонский перед битвой при Гавгамелах в 331 г. до н. э. в течение четырёх дней стоял лагерем у акведука в Джерване[англ.][38]. Свидетельства очевидцев этой стоянки не сохранились до наших дней и дошли в пересказе более поздних авторов.

Сад царя Синаххериба был известен не только своей красотой, но и высоким уровнем гидротехники, которая обслуживала сад. В Ассирии сформировались свои каноны сооружения царского сада. Так, царь Ашшурнацирапал II (883—859 до н. э.) проложил канал сквозь горы. В царских садах высаживались фруктовые деревья, также различные источники упоминают сосны, кипарисы, можжевельник, миндальные деревья, финиковые деревья, чёрное дерево, розовое дерево, оливковое дерево, дуб, тамариск, грецкий орех, терпентинное дерево, ясень, пихту, гранат, грушу, айву, инжир и виноград. Орошение этого сада требовало улучшения водоснабжения города Ниневии в целом, в связи с чем была построена 80-километровая система каналов, уходившая в горы. Синнахериб подробно описывал в своих надписях используемые технологии и гидротехнические сооружения. В верховьях Бавиана (Хинниса) в его надписи упоминаются автоматические шлюзы. Огромный акведук, пересекающий долину в Джерване, был построен из более чем 2 миллионов обработанных камней, использовались каменные арки и водостойкий цемент. На акведуке имеется надпись: «Синаххериб, царь мира, царь Ассирии. На большом расстоянии у меня был водоток, направленный в окрестности Ниневии, соединяя вместе воды… По крутым долинам я протянул акведук из белых известняковых глыб и заставил эти воды течь по нему».
Один оригинальный барельеф из дворца Синаххериба и чертёж другого находятся в Британском музее, хотя ни один из них не выставлен на всеобщее обозрение. Некоторые черты, упомянутые классическими авторами, различимы на этих изображениях. В частности, упоминаются массивные известняковые блоки, которые усиливают защиту дворца от наводнений. Части дворца Синаххериба были раскопаны английским археологом Остином Лейардом в середине XIX века. План раскопок цитадели показывает контуры, которые соответствовали бы саду Синаххериба, но его положение не было подтверждено. В последнее время этот район использовался в качестве военной базы, что затрудняет проведение дальнейших исследований.

## Растительность

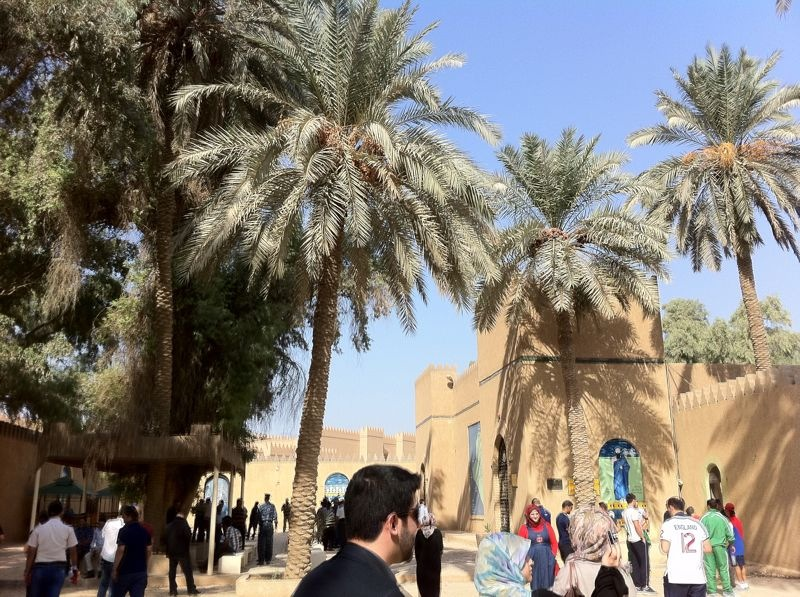
Финиковые пальмы — обычная растительность в Вавилоне.

По имеющимся описаниям, сады украшались цветами, спелыми фруктами, искусственными водопадами и террасами, изобиловавшими густой листвой. Согласно оценкам ботаников, основанным на вавилонской литературе, исторических традициях и эколого-географических характеристиках местности, в садах могли произрастать следующие виды растений:
- Олива европейская
- Айва
- Груша обыкновенная
- Инжир
- Миндаль обыкновенный
- Виноград культурный
- Финик пальчатый
- Тамариск безлистный
- Фисташка туполистная

Не исключено, что в садах могли расти также завезённые в Вавилон виды растений, включая кедр, кипарис, мирт, гранат, сливу, можжевельник, дуб, ясень, пихту, паслён и иву. Некоторые из этих растений были подвешены над террасами и украшали стены с арками внизу.